# Кирилівська стоянка

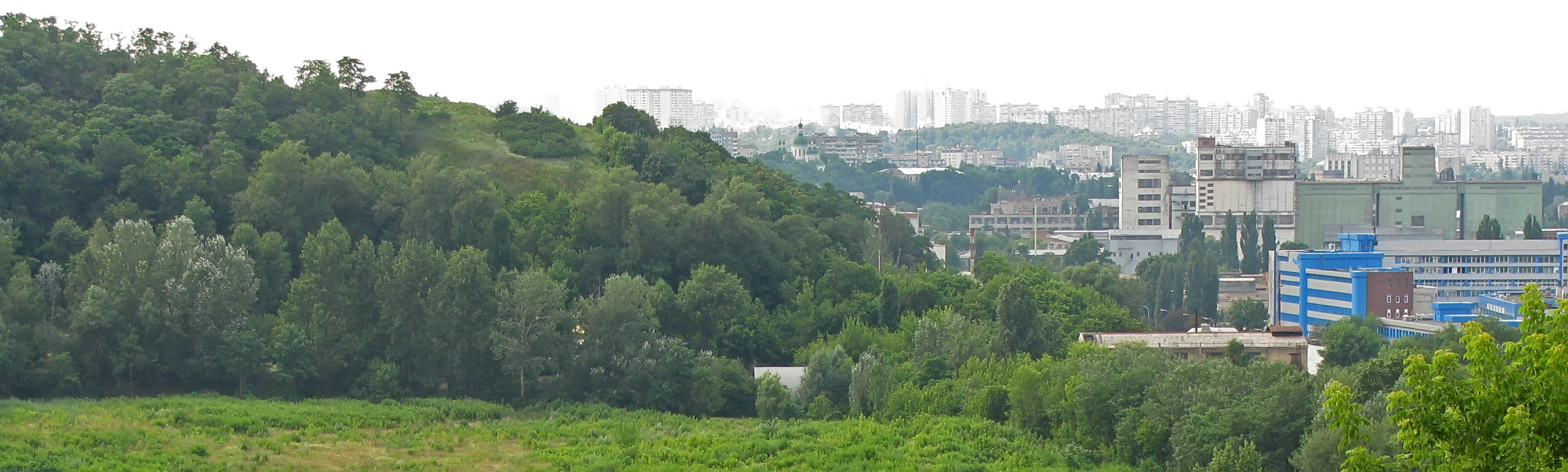
Кирилівська стоянка первісних людей епохи палеоліту

Кирилівська стоянка, Києво-кирилівська стоянка — археологічна стоянка старо-кам'яної культури. Древнє поселення на Подолі в Києві неподалік Кирилівської церкви (розкопана на вул. Кирилівській № 59 — 65).

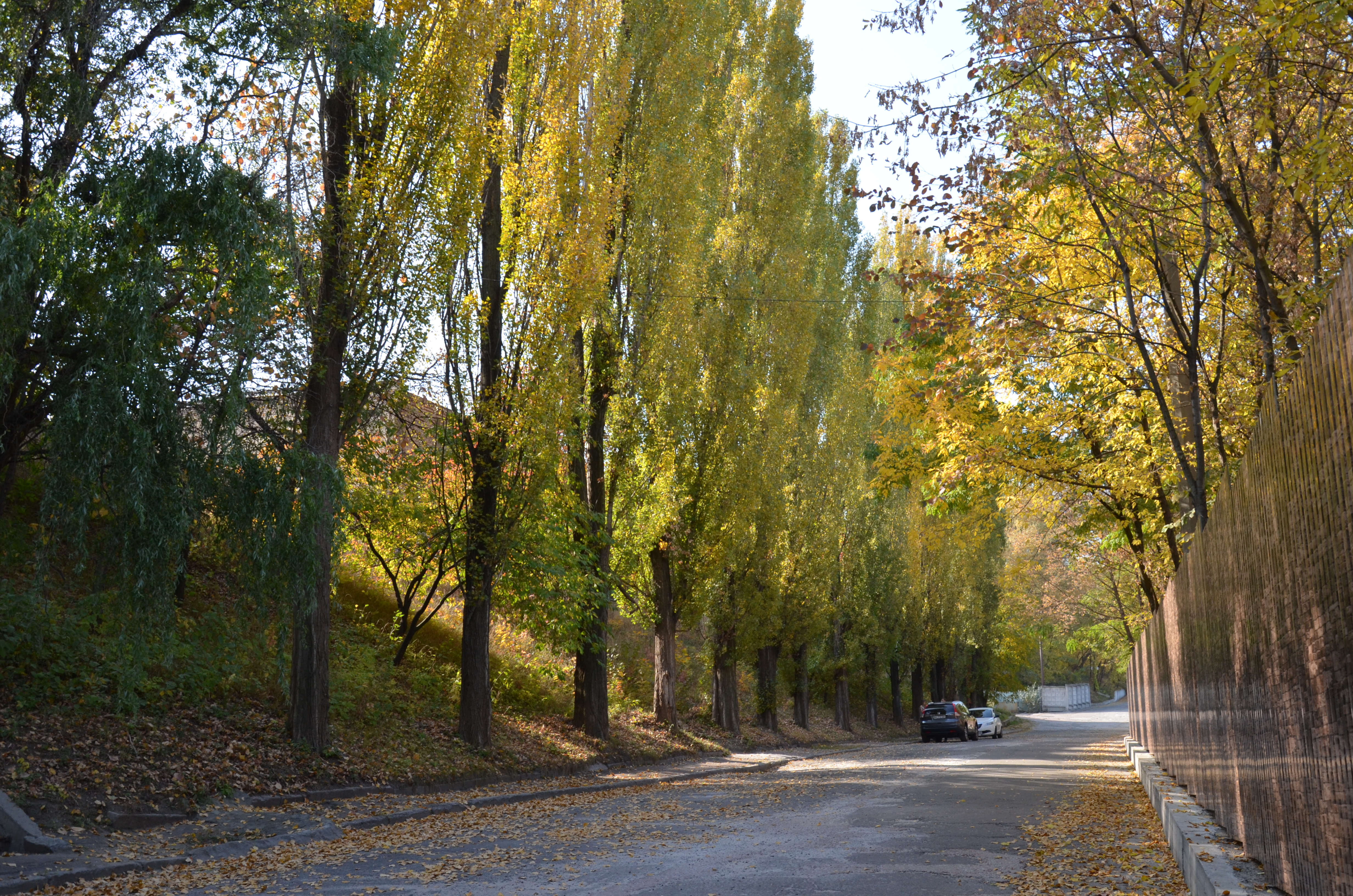
Богуславський узвіз, зліва місце Кирилівської стоянки

Відкрита і досліджена у 1893 році археологом Вікентієм Хвойкою. Знаходилась на 20-метровій глибині глини та мала площу 1000 м². Тут знайдено рештки понад 60 мамонтів, безліч розбитих для добуття шпику й обпалених кісток та багато вугілля й попелу (подекуди 40—50 см завтовшки). Поміж кістками мамонтів були тут кістки носорогів, зуби печерного ведмедя та лева. Поміж кам'яним знаряддям знайдено крем'яні ножі та скребачки, при чому найцінніші для духовної культури того часу були тут мамутові ікла (сікачі) покриті карбованим орнаментом
Датується приблизно 25 000 р. до н. е., але висловлюються думки про ще більшу давність поселення.
Матеріальна культура Кирилівської стоянки відповідає осокорівсько-рогалицькій культурі Наддніпрянщини та південного сходу України.

## Галерея

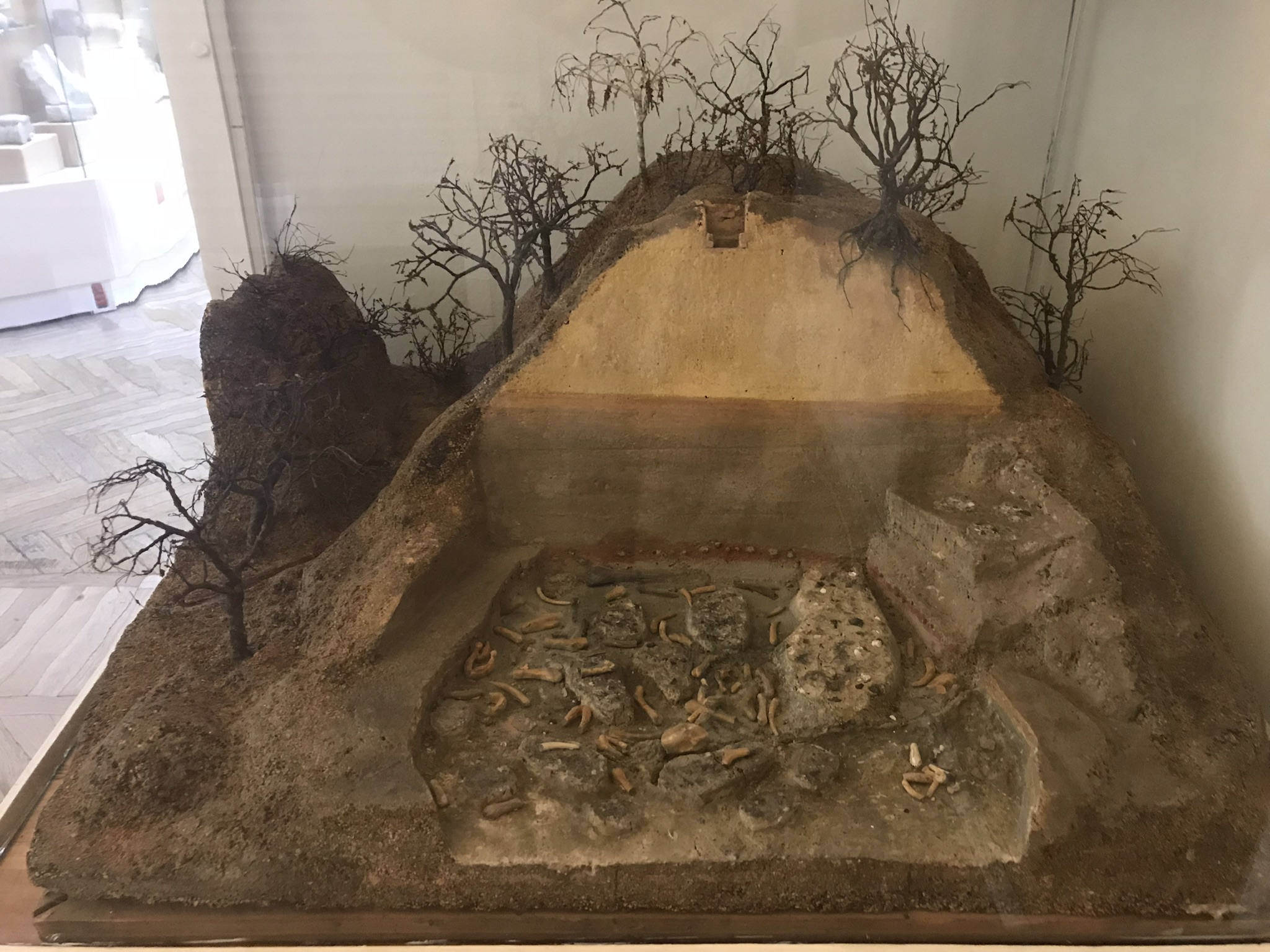
Макет Кирилівської стоянки, кін. XIX ст. Національний музей історії України, Київ. Макет був виготовлений на замовлення Вікентія Хвойки до XI-го Всеросійського археологічного з'їзду, який відбувся у Києві у 1899 р. Знизу зображено розкопки стоянки мисливців на мамонтів, зверху — розвідковий шурф, в якому Вікентій Хвойка вперше дослідив пам'ятки трипільської культури
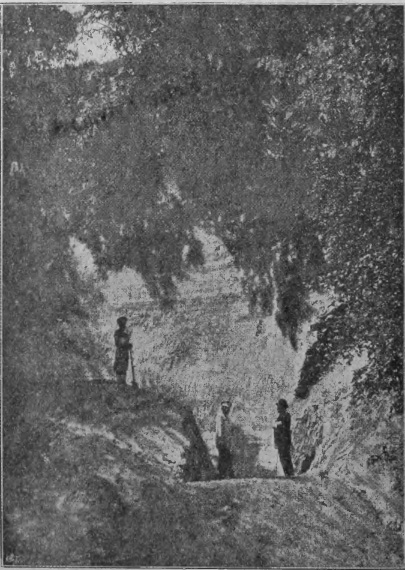
Круча на Кирилівській вулиці, де міститься стоянка
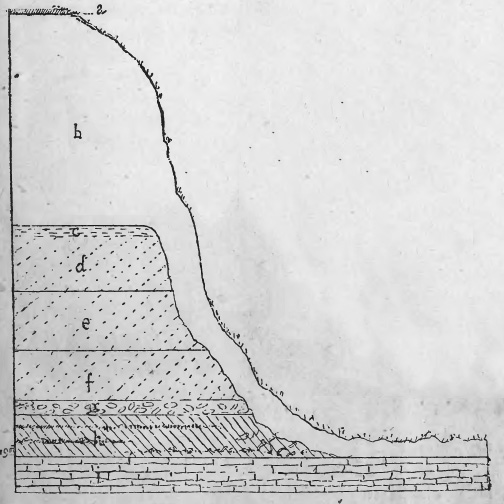
Розріз місця стоянки: a  —  чорна земля, b  —  льос, c  —  пісок з глиною, d,e, f  —  шари пісків, g  —  пісок з жорствою і камінцями, h  —  сірий пісок зі залишками вугілля, кісток і людських виробів, i  —  синя глина третинна